# KPN Teksttelefoonservice
De KPN Teksttelefoonservice (voorheen bekend onder de oude naam Teleplus) is een teksttelefoonservice geïntroduceerd in 1983 door de PTT, de voorloper van de huidige KPN. Het is een bemiddelingsdienst waarbij doven met een teksttelefoon kunnen bellen met gewone telefoonnummers en omgekeerd. Per 1 oktober 2013 is deze dienst opgevolgd door KPN Teletolk.

## Ontwikkeling
In 1983 was de bemiddelingsdienst heel beperkt. De dienst was alleen overdag telefonisch bereikbaar, en men kon niet naar internationale nummers en 06-nummers bellen. De tarieven waren vaak te hoog voor doven. De Dovenraad ging met de PTT onderhandelen over de tarieven en openingstijden. Het oude telefoonnummer was 06-8410 (anno 2005: 0900-8410).
In de jaren 1990 verlaagde KPN de tarieven van Teleplus en verruimde de openingstijden tot een 24-uursservice. De medewerkers werden meer klantgericht en gaven ook hun naam door aan de doven. Naast de bemiddelingsdienst verleenden ze ook service met betrekking tot andere diensten van KPN. Er kwam een tweede nummer (0900-8614) bij voor internationale nummers en mobiele nummers, er werden echter alleen Nederlandstalige gesprekken bemiddeld. De naam Teleplus veranderde in KPN Teksttelefoonservice.
Later wilde KPN bezuinigen op de bemiddelingsdienst door de openingstijden weer te beperken. Door enorme protesten uit de dovengemeenschap ging dit plan niet door. Vervolgens besteedde KPN de bemiddelingsdienst uit aan SNT, een callcenter en dochterbedrijf. De veel langere wachttijden die daarmee gepaard gingen, verminderden de kwaliteit van de dienstverlening behoorlijk. De weigering om nog enige investering in deze dienstverlening te steken en de snel verouderende technologie op peil te houden, gecombineerd met een bewust laag PR profiel, verminderde het gebruikersaantal behoorlijk. 
In mei 2008 meldde KPN dat het overwoog om de service niet meer 24-uurs te houden, omdat men de dienst onrendabel achtte. De dienst werd volgens KPN gemiddeld 5 keer per nacht gebruikt. KPN stelde dat de huidige service (waarin niet meer werd geïnvesteerd sinds de jaren 1990) niet meer bij deze tijd zou passen.
De "oude" teksttelefoon werd in de laatste jaren weliswaar ingehaald door een nieuwe generatie communicatiemiddelen (sms, chat) maar uit de blijvende behoefte om toch direct met elkaar kunnen communiceren ontstond een nieuwe technologie. In deze technologie is veel geïnvesteerd om compatibel te blijven met – en gebruik te kunnen blijven maken van de Teleplusdienstverlening.
Sinds 1 augustus 2008 is de service niet meer bereikbaar van 22.00 tot 7.00 uur. De Stichting Welzijn Doven Amsterdam (SWDA) begon, samen met Stichting Welzijn Doven Rotterdam (SWEDORO) en Stichting Welzijn en Zorg Doven Zuid-Holland (WeZoDo), een protestactie. Ook de Stichting Belangen Nederlandse Dove Jongeren (SBNDJ) is tegen de nachtsluiting en begon op haar website een opiniepeiling: "Wat vind jij van de nachtsluiting van Teleplus?".
KPN liet voorafgaand aan het schrappen van de bereikbaarheid 's nachts aan de betrokken belangenorganisaties voor doven en slechthorenden weten de dienst te willen moderniseren, maar bleek niet bereid de dienst tot die tijd volledig in de lucht te houden. De Tweede Kamerleden Vietsch en Hessels (beiden van CDA) stelden over de vermindering van service aan de minister van Economische Zaken en de staatssecretaris van VWS schriftelijke vragen.